# 詭弁
詭弁（詭辯、きべん、古希: σόφῐσμᾰ、古代ギリシア語ラテン翻字: sóphĭsmă）とは、議論において、誤った推論をさも正しいかのように意図的に行うことである。誤謬のうち、意図的に行われるものをさす。主に、説得を目的とする。奇弁、危弁とも書く。

## 意味
日本語で日常的に使われる「詭弁」とは、「故意に行われる虚偽の議論」、「道理に合わないことを強引に正当化しようとする弁論、論理学で外見・形式をもっともらしく見せかけた虚偽の論法」、「実質において論理上虚偽あるいは誤謬でありながら、故意に誤りのある論理展開を用いて、間違った命題を正しいかのように装い、思考の混乱や欺瞞を目的としておこなう謬論」、「命題や推理に関する論理的操作によって生ずる、一見もっともらしい推論（ないしはその結論）で、何らかの誤謬を含むと疑われるもの。相手をあざむいたり、困らせる議論の中で使われる」を指す。発言者の「欺く意志」があってこその「詭弁」であり、必ずしも意図的にではなく導かれる誤謬とは区別される。日本では「詭」が漢字制限により当用漢字・常用漢字に含まれないため、新聞などでは奇弁、論理学などでは危弁と書かれることもある。
英語では sophism 「詭弁、こじつけ、詭弁法」「詭弁、こじつけ、へ理屈、詭弁法」を指す。sophistryとも言う。

## 解説
詭弁には、論理展開が明らかに誤っている場合もあれば一見正しいように見える場合もある。そして論理展開が正しいように見える場合、論理的には違反しており、誤った結論でも説得力が増してしまう。上記の現象は不完全な数学的帰納法による、この記事においても以降で解説される早まった一般化や前後即因果の誤謬によって起こりやすい。協働関係や社会的合意においては、論理的推論の整合性よりも話者が対象とする聞き手や大衆に対しての言説上の説得（説明）力（ヒューリスティクスを用いた限定合理性への対応）がしばしば効果的であり、このため、説得や交渉、プロパガンダやマインドコントロールのテクニックとして用いられることがある。

## 歴史
「詭弁」という語は、『史記』に見ることができる。「屈原賈生列伝」で「設詭辯於懐王之寵姫鄭袖（詭弁を懐王の寵姫鄭袖に設く）」との用例がある。「五宗世家」で「好法律持詭辯以中人（法律を好み詭弁を持して、以て人に中つ）」との用例があり、『史記索隠』は詭弁の語義について「詭誑ノ弁」（あざむき、たぶらかす言葉）と注している。中国の諸子百家のうち「詭弁」を学問に発展させたのが恵施や公孫竜などの名家である。
古代ギリシャの時代においても詭弁が飛躍的に発展し後世の論理学の発展へとつながっていった。この時代は、弁舌に長じた哲学者達を多く輩出し、日本語で「詭弁家」とも称されるソフィストを生んだ。ゼノンやプロタゴラスは紀元前400年以前のギリシアのアテナイなどで活躍し、哲学の分類では名家やソフィストなどを含めて詭弁学派と呼ぶことがある。
ピタゴラスは、4と10という数字に神秘性を感じており、弟子のひとりに、両手の指を、1本、2本、3本、4本と回数ごとに1本ずつ多く曲げさせてゆき、最後に4本曲げたところで10本すべての指が曲がると「お前が4だと思ったのは実は10だった」と説いたというエピソードがある。これは典型的な詭弁とされる。
ギリシャ、ローマの時代では、為政者、立候補者が高い地位につくために、人心を得る演説をする必要があった。そのためには、正当な弁論術よりも、詭弁、強弁、争論が有用であったため、ソフィストが台頭することとなった。

### 古典的な詭弁
古典的な詭弁の例として、古代中国の思想家公孫竜による「堅白異同」や「白馬は馬に非ず」がある。公孫竜の「白馬非馬」の論法を以下に示す（詳細は公孫竜を参照）。これは論点のすり替え、連続性の虚偽と誤った二分法を含んでいる。
「白馬」という概念は、「白」という色についての概念と「馬」という形についての概念とが合わさったものであるから、もはや純粋な形の概念である「馬」とは異なる。したがって白馬は馬ではない。
この種の詭弁は単に言説上の遊びとして軽んじられることがあるが、法（文字）による社会規範を重視する社会では重要であり、例えば「国民は納税の義務を負う」の場合、国民の定義があいまいであれば法の合意や実効力は極端に阻害される。公孫竜の話題では、例えば馬1頭あたりに税を課する場合、白馬は馬ではないとの論証に対して馬の定義があいまいであれば、その論証は有効である可能性がある。奴隷や小作、未成年や女性は「人頭」ではないとすれば人頭税の及ぶ範囲は極端に制限されるかもしれない。

## 例
詭弁の例としては、以下のような例や、誤謬で示されるような例がある。
詭弁とは意識的に誤謬を扱うことを言うともされるが、無意識的であったとしても、相手を言いくるめる目的で誤謬を扱った場合、詭弁と呼ばれることがある。

### 対偶を使う詭弁
真の命題の対偶は真である、という形式を使う詭弁
- 「犯罪が起きれば、警察は出動する」は真である。このため、対偶の「警察が出動しなければ、犯罪は起きない」は真である。
- 「他国が軍事侵略すれば、自衛隊は防衛する」は真である。このため、対偶の「自衛隊が防衛しなければ、他国は軍事侵略しない」は真である。
- 「１等の宝くじが当たれば、１億円もらえる」は真である。このため、対偶の「１億円もらえなければ、１等の宝くじが当たらない」は真である。

これらの推論は正しく、対偶も正しく作られており、論理的な誤りはない。結論は奇異に見えるが、正しい。「逆」や「裏」を使う幼稚な詭弁は、論理的誤りがすぐに見つかるのに対し、「対偶」を使う詭弁は論理的誤りがないため、強固である。
これらの推論に関わる詭弁は、対偶を作る際に適切な語を採用しないため、日常語としてのニュアンスがずれることを利用している。「p ならば q である」場合、日常語では p を原因、q を結果と解釈してしまうが、論理的にはそのような関係になく包含関係を与えているに過ぎない。対偶の「q でないならば p でない」も、「q でない」を原因、「p でない」を結果と解釈してしまうが、論理的には「q でない」ことを根拠として「p でない」ことが言えるという意味である。
「犯罪が起きているならば、警察が出動する」⇔「警察が出動していないならば、犯罪が起きていない」
「他国が軍事侵略していれば、自衛隊が防衛する」⇔「自衛隊が防衛していないならば、他国が軍事侵略していない」
「１等の宝くじが当たっていれば、１億円がもらえる」⇔「1億円がもらえないならば、１等の宝くじが当たっていない」
とすれば、理解しやすい。

### 含みのある言葉 (loaded language)
- A「私達は、罪なき善良な社会的弱者により一層の苦痛と不幸を強いるだけのB知事の冷酷で残酷で無慈悲で恥知らずな政策に、知性と良識ある善人なら当然そうするように反対の意を表明しました。」

- B「今般の軍事作戦により、我が国はかつての海外領土を回復した。なんと素晴らしい事ではないか！」

- C「現状の国難を打開するには大人の成熟した判断が必要とされる」

論点先取の一種で、読み手（聞き手）に話題・論題への先験的な感情を惹起させようとする文章を言う。論理性ではなく「語調」に頼った主張を、loaded language（または emotionally charged words）と呼ぶ。必ずしも例Aのように感情的・攻撃的・侮蔑的な形容句で装飾された文章のみを指すものではなく、常用語を用いた文章も含む。たとえば例Bは「獲得・征服」ではなく「回復」という言葉で獲得した領土が本来自国に帰属するものだったと思わせようとしており、例Cでは「大人・成熟」という術語を用いることで根拠なく「反対者は子供っぽい意見の持ち主だ」と先験的な価値判断（ラベル・レッテル）を貼っている。このタイプの詭弁は、情報操作やプロパガンダの手法として使われる。受け手の感情や価値判断を暗黙に刺激するkey word（キーワード）を文中にひそませ、ちりばめることで論理によらずに受け手を操作する。論点回避の一つ。

### 経験則の否定
- 「人は皆死ぬ」とは言えない。そう主張する人は、単に「過去死んだ人は、皆死んだ」と同義反復しているだけで、今生きている人について何も証明していない。
- 「海水は塩辛い」とは限らない。そう主張する人は、単に「過去海水を舐めたとき塩辛かった」と言っているだけで、現在および将来の海水の味について何も証明していない。

この詭弁は、論理的誤りを含まず、ある意味「正しい」批判とも言える。同様の手法で、どのような経験則も否定することができる。
これが詭弁となる理由は、むしろ経験則の側にある。現実世界の経験則（物理学、化学、生物学などの法則）は、完全な証明が不可能であり、それでも繰り返しの実験、検証と、その有用性により法則として通用しているものである。完全な証明がないことを理由に経験則を否定すると、その有用性も否定することになる。

### 連続性の虚偽 (Continuum fallacy)
- A「砂山から砂粒を一つ取り出しても、砂山のままである。さらにもう一粒取り出しても砂山である。したがって砂山からいくら砂粒を取り出しても砂山は砂山である。」
- B「建築契約には高額の追加費用の発生の際には事前に承認を求めよとあるが、10万円は高額ではない。」

術語の曖昧性から生じる砂山のパラドックスを利用した弁証法。ハゲのパラドックス（fallacy of the bald）、あごひげのパラドックス（fallacy of the beard）またはテセウスの船（Ship of Theseus）とも。Aは「砂山」の定義が、Bは「高額」の定義が、その量に関して曖昧であるため詭弁が成立する。閑散とした食堂を「繁盛店」と広告する（何人の客が入っていれば繁盛と呼べるのか不明確）などこの種の弁論は容易であり、社会生活上しばしば見られる。

## 詭弁とパラドックス
詭弁と似たものにパラドックスがある。パラドックスは詭弁に比べて、より正確で厳密な推論を進めることに特徴がある。パラドックスの例としては、ゼノンのパラドックスのように論理展開が正しいように見えて結論が誤っているものや、双子のパラドックスや誕生日のパラドックスのように結論が誤っているように見えるが正しいもの、自己言及のパラドックスのように矛盾に関連したものなどがある。